# كزبرة ملفيتية
كزبرة ملفيتية (الاسم العلمي: Coriandrum melphitense) هي نوع غير مؤكد من النباتات يتبع جنس الكزبرة من الفصيلة الخيمية.